# 함양 덕전리 마애여래입상
함양 덕전리 마애여래입상(咸陽 德田里 磨崖如來立像)은 대한민국 경상남도 함양군 마천면 덕전리에 있는, 고려 시대의 마애 여래 입상이다.
높이가 5.80미터에 이르는 마애불이다. 고려시대에 제작된 거불 조각의 하나로 광배, 불신, 대좌를 모두 갖추고 있다. 광배는 주형거신광(舟形擧身光)으로 두광과 신광이 두 줄의 양각선으로 조각되었고, 그 안에는 연주문(蓮珠文)이 새겨 있고, 밖에는 화염문(火焰文)이 돌려져 있다.불상의 전체 크기에 비해서 머리의 모발과 육계가 작지만 얼굴은 강건하면서도 원만하고 온화한 느낌을 준다. 특히 코 주위와 꼭 다문 입가의 표현은 신라 말에 조성된 것으로 보이는 거창 양평리 석조여래입상(보물 제377호)과 비슷한 형상이다. 넓고 당당하게 벌어진 양 어깨에는 통견식(通肩式)의 불의(佛依)를 걸치고 있는데 가슴에서 한번 반전되어 있다.이와 같은 착의법은 인도에서 발생하여 중국을 거쳐 우리나라로 들어와 신라 시대 조각에 유입된 양식으로 보인다.
1963년 1월 21일 보물 제375호 함양 마천면 마애여래입상(咸陽 馬川面 磨崖如來立像)으로 지정되었다가, 2010년 8월 25일 현재의 명칭으로 변경되었다.

## 개요
커다란 바위의 한 면을 깎아 불상을 조각한 높이 5.8m의 거대한 마애불로 몸체와 대좌(臺座), 그리고 몸체 뒤의 광배(光背)를 모두 나타내고 있다.
거구의 불상답게 얼굴도 큼직하고 넓적하며 강건한 힘을 느끼게 한다. 귀는 어깨까지 내려오고 목은 비교적 짧고 목 주위에 3줄의 삼도(三道)가 보인다. 직사각형의 거대한 체구와 여기에 걸맞는 큼직한 발 등은 거대한 불상의 면모를 과시하고 있다. 그러나 상체에 비하여 하체가 너무 길며, 손은 신체의 다른 부분, 특히 발에 비하여 매우 작은 편이어서 몸의 균형이 고르지 못하다. 목 중간에서 뒤집어진 스카프형 옷깃과 배와 두 다리로 규칙적으로 접어내린 U자형의 옷주름이 보인다. 이러한 형태는 고려 초기 불상들에서 많이 나타나는 특징적인 모습이다.
광배에 나타나는 구슬을 꿴 모양의 연주문(連珠紋)과 불꽃무늬, 탑 기단부 모양의 대좌에 새겨진 기둥모양 등 또한 고려 초기 불상의 특징 가운데 하나이다.

## 참고 자료
- 함양 덕전리 마애여래입상 - 국가유산청 국가유산포털
- 이 문서에는 다음커뮤니케이션(현 카카오)에서 GFDL 또는 CC-SA 라이선스로 배포한 글로벌 세계대백과사전의 내용을 기초로 작성된 글이 포함되어 있습니다.